# Miguel Pereira (ort)
Miguel Pereira är en ort i Brasilien.   Den ligger i kommunen Miguel Pereira och delstaten Rio de Janeiro, i den sydöstra delen av landet, 900 km sydost om huvudstaden Brasília. Miguel Pereira ligger 615 meter över havet och antalet invånare är 23 850.
Terrängen runt Miguel Pereira är huvudsakligen kuperad, men åt nordost är den platt. Miguel Pereira är det största samhället i trakten.
Omgivningarna runt Miguel Pereira är huvudsakligen savann. Runt Miguel Pereira är det mycket tätbefolkat, med 1 754 invånare per kvadratkilometer.